# Caveira com Cigarro Aceso
Caveira com Cigarro Aceso é uma pintura a óleo sobre tela de Vincent van Gogh. Supõe-se que tenha sido finalizada entre os anos de 1885 e 1886, durante o inverno na Antuérpia.
A morbidez da caveira significaria o oposto do que Van Gogh gostaria de expressar. O cigarro queimando entre os dentes da caveira agregou um elemento grotescamente cômico, que sugere uma vivacidade na obra.
A caveira representa um auto-retrato de Van Gogh. A pintura foi criada quando o pintor enfrentava problemas de saúde, e havia começado a fumar cigarros. A ideia veio de um sentimento de preocupação com a própria aparência, já que havia se mudado para Antuérpia — nas cidades, havia uma preocupação maior com a vaidade.